# زعفر
الزَعفَر (بالإنجليزية: Zaffre أو Zaffer)‏ قبل العلم الحديث كان مادة خيميائية، وهو صبغة زرقاء غامقة يتم الحصول عليها عن طريق تحميص خام الكوبالت، وهو مصنوع من شكل غير نقي من أكسيد الكوبالت أو زرنيخات الكوبالت غير النقية. خلال العصر الفيكتوري، استخدم الزعفر لتحضير زجاج الكوبالت (سمالت) ولتلوين الزجاج بالأزرق.
كان أول استخدام مسجل للزعفر كاسم لوني باللغة الإنجليزية في خمسينيات القرن الخامس عشر (السنة الدقيقة غير مؤكدة).

## طالع المزيد
- قائمة الألوان